# Католицькі королі

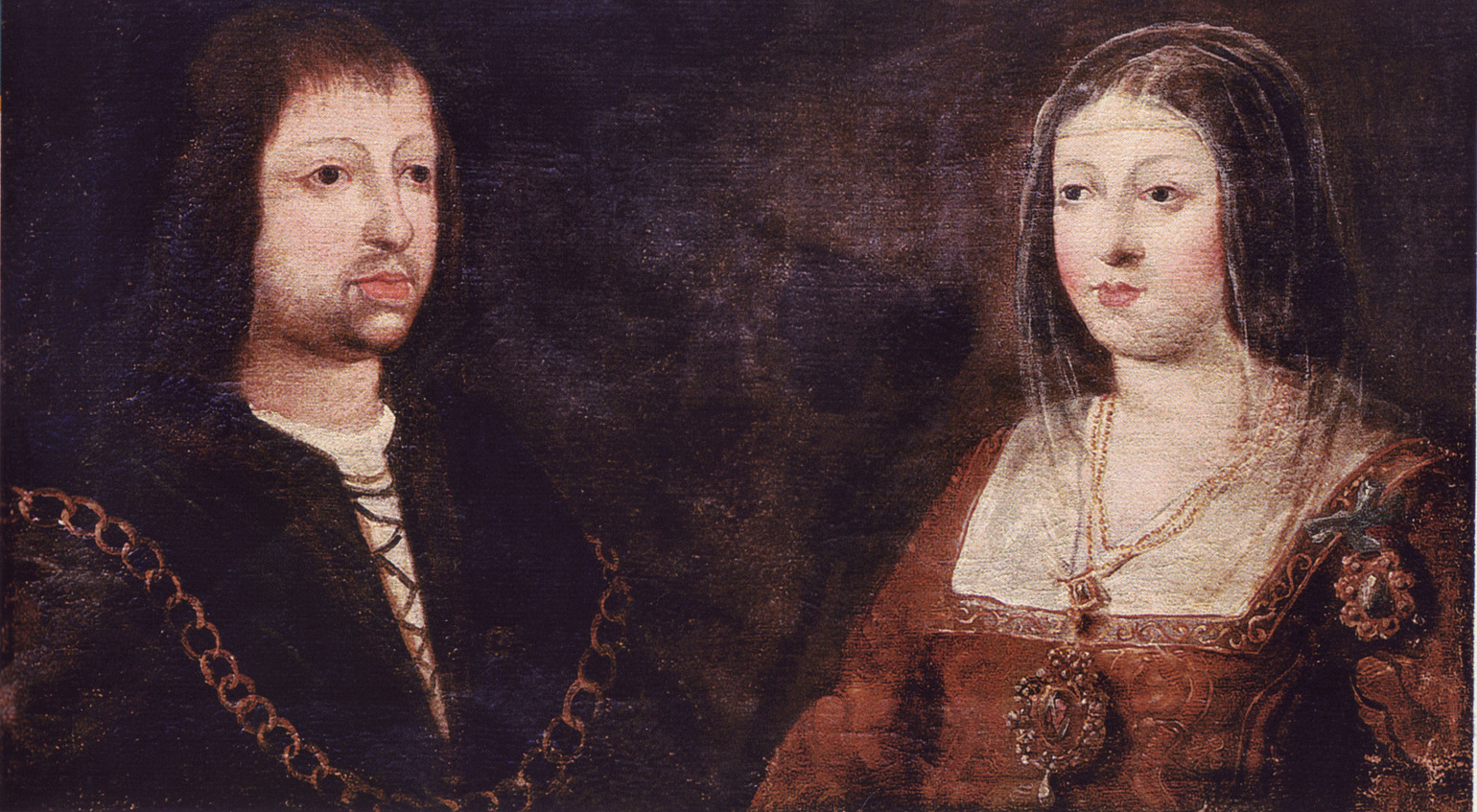
Подружжя католицьких королів Фердинанд та Ізабелла (1469)

Католицькі королі (ісп. los Reyes Católicos) — збірний титул королеви Кастилії Ізабелли I (1451—1504) та короля Арагону Фернандо II (1452—1516), який був також Фернандо V Кастильським.
Їхнє весілля, що відбулося 1469 року, стало підґрунтям для об'єднання королівств Арагону та Кастилії і заклало фундамент для утворення сучасної Іспанії. Титул Католицьких королів надав подружжю у 1496 валенсійський уродженець папа Олександр VI як засіб відзначити успішне закінчення Реконкісти та заморські завоювання Іспанії на славу Христа. Крім цього, подружжя відоме за вигнання євреїв з Іспанії здійснене у 1492 році підписанням Альгамбрського едикту. Саме під час їхнього правління в Іспанії було організовано іспанську інквізицію.